# 大學寮
大學寮，日本律令制中八省之一的式部省的下屬部門，存在時間約為天智天皇十年～高倉天皇治承元年（671年－1177年）。唐名為「國子監」、「國子寺」，又被稱之為「文屋之司」。作為官僚培育機構，其職能主要是為日本朝廷進行官員相關的各項學科教育培養，藉此選拔官員，大學寮內共有6種學科，分別是文章道（紀傳道）、明經道、明法道、算道、音道、書道。大學寮盛行於平安時代前期（9－10世紀初），也是日本唐風文化的盛行時期。
安元三年（西曆1177年。同年改元治承）四月二十八日，大學寮在安元大火中被燒燬，遂廢。之后亦有天皇致力於復興大學寮，但因種種原因未能實際實現。不過，幕末時在平安京（京都）建立的學習院可以稱是大學寮的精神延續。另外在日本律令制时代，陰陽寮・典藥寮・雅樂寮也具有技术官员培育功能。

## 历史

### 成立
根据《日本书纪》记载飞鸟时代天智天皇10年（671年），出现了名为“学识头”的职位，《懷風藻》的序言中也提到天智天皇创建了学校，因此，有一种观点认为大学寮的起源可以追溯到这一时期。然而，由于壬申之亂等事件的影响，制度的建设有所延迟，直到《大宝律令》中“学令”的制定才确立了具体的制度。
最初，大学寮以教授儒学，即“明经道”为主。然而，经过728年（神龟5年）和730年（天平2年）两次学制改革（第一次改革中设立了文章博士和律学博士，第二次改革中创立了文章生、明法生和得业生制度），到757年（天平宝字元年），设置了大学寮公廨田（后来的勸学田），并为学生提供膳食。此后，教授汉文学的文章博士的地位逐渐提升，最终纪传道（汉文学习科目）成为主要科目。这背后的原因在于，尽管日本的国学制度模仿自唐朝，但与重视儒学的唐朝不同，在日本的上层贵族中儒学与佛教、神道并立，地位没有唐朝那样受到重视，反而是作为文化教养的汉文知识更为重要。于是不受上层贵族青睐的大学寮儒学教育逐渐成为中下级贵族谋求晋升的管道，使大学寮成为一个行政教育机构。
由于上层贵族不重视儒学，因此保留以家庭为中心进行子弟教育的传统。于是在平安时代初期进行了再次改革。806年（大同元年），天皇发布诏令，规定10岁以上的皇族和五位以上官员的子嗣必须就学。然而，由于上级贵族的反对，最终该规定于812年（弘仁3年）被撤销。824年（天长元年），该规定再次被恢复，但在《延喜式》中没有提到此项规定，因此认为该规定在此前已经被废止。此外，由于采取了扩展勧学田、为大学教官设立职田、以及为学生提供学问料与给料（奖学金）等财政支援措施，加上唐风文化的兴起，推动了汉文教育发展，使得9世纪至10世纪初的平安时代前期成为大学寮的鼎盛时期。

### 衰退
然而，随着藤原氏创立勸學院，其他氏族也纷纷创立大学别曹（即氏族专属学校），这逐渐动摇了大学寮的存在基础。大学别曹通过对氏族内子弟提供教育、学费和生活保障，帮助他们进入官场。因此，拥有大学别曹的氏族出身者能够享有更加稳定的学习环境，而与没有大学别曹的氏族出身者之间逐渐产生了差距。此外，在大学寮教官之间，不仅在学说上出现了分歧，甚至围绕学生晋升的机会也逐渐形成了学派斗争，尤其菅原氏与大江氏等氏族之间在纪传道上的竞争尤为激烈。另外，随着遣唐使的废除，日本社会对中国文化的兴趣逐渐减弱，加上律令制度的废弛，藤原氏掌握的攝關政治逐渐确立，导致中下层贵族的衰落，大学寮的地位也逐渐下降。
更严重的是，律令制的松弛导致了勧学田的私有化，大学寮因此失去了部分经济来源。尽管针对这一问题制定了面向大学寮的放贷制度等措施，但效果有限，大学寮的财政逐渐陷入困境。讽刺的是，大学寮的财政得以维持，部分原因是拥有大学别曹的氏族出身学生不需要依靠大学寮提供的学资，导致了大学寮支出减少。914年（延喜14年），三善清行在《意见十二条》的第四条中提到了大学寮的荒废状况。大学别曹的出现和勸学田丧失被视为教育公平性日益丧失的表现。
另一方面，任官制度变化也影响大学寮的衰退。由于出现了所谓的“（诸）道举”制度，指在学中的学生通过教官的推荐，无需考试即可被任命为判官或主典级别的官职。此制度在纪传道于9世纪中期引入，而明法道、算道则在9世纪末期开始实行。到了10世纪，针对地方官的“（诸）道年举”也开始实施。到了10世纪后期，大学别曹（如勸学院、奖学院、学館院）也获得了推举自己所属学生担任地方官职务的权利，被称为“（诸）院年举”。这一变化使得对于那些不打算留在大学寮成为博士或教官的人来说，毕业不再是任官的必要条件，导致大学寮的考试逐渐形式化和简化。进入10世纪后期后，考试题目的出处常常提前通知给考生，徇私舞弊现象时有发生。到了院政时期，有权者甚至可以通过操控合格名额或提供财政支持，直接决定学生是否合格或任官。
到平安时代末期，随着官司请负制的引入，官僚系统日益被贵族滥用蔭位制度而世袭掌控，大学寮也因此逐渐失去了其原有的功能。这种风气也蔓延到了大学寮内部，博士职位开始世袭化，特定家系通过家学垄断知识，授课也从大学寮转移到私人宅邸，仅向家族子弟或门人传授知识。此外，支持教学和学生生活的勸学田和放贷制度逐渐崩溃，大学寮在财政上也陷入了衰退。虽然在院政时期，大学寮的祭孔活动仍然得以维持，但正规考试却一度中断，尽管藤原賴長曾尝试恢复考试，但也只是暂时的。1154年（久寿元年），大学寮的厅舍倒塌，却没有重建。1177年（治承元年）的安元大火后，大学寮彻底关闭。

## 运作

### 入学修業
大学寮的入学资格，主要限于五位以上的贵族以及世代负责记录事务的东、西史部家族子孙。此外，八位以上官员的子女在有意愿的情况下也被允许入学。尽管如此，仍有少数平民的子弟获得了入学许可。例如在天平年间设立的文章生、明法生的录取规定中就明确提到了“白丁杂任之子”可以被录取。学生们在毕业时要参加考试，若考试结果达到八成以上，便可参加式部省实施的科举考试，成绩优异者则会被授予八位至初位的官位。另外，部分学生选择留在大学，作为得业生继续深造，目标是成为博士。

### 學科
- 文章道：研究及教授中國歷代歷史和中國歷代文學典籍的學科，諸如歷朝史書，詩詞文章（漢詩）皆有，又被稱之為「紀傳道」，主講官稱之為「文章博士」、「紀傳博士」。
- 明經道：研究及教授儒學經典，如五經中的詩經、尚書、禮記、易經、春秋，主講官稱之為「明經博士」。
- 明法道：研究及教授日本的律令法，即當時的相關法學學問，有關的各項規定法條等皆是，主講官稱之為「律學博士」。
- 算道：研究及教授各種算數學問，修習如孫子算經、九章算術、五曹算經等典籍，是為了培養計算或是測量等技術型官僚的學科，並且常兼修陰陽寮的曆道學科，合稱為「曆算生」，主講官稱之為「算博士」。
- 音道：研究及教授中文發音對話的學科，主講官稱之為「音博士」。
- 書道：研究及教授書法寫作技巧的學科，主講官稱之為「書博士」。

### 組織
在组织结构上，大学的最高行政官員是“大学头“（相当于现今的大学校长），授课教师则称为”博士“（相当于现代的大学教授）。
| 監督            |   | 長官          |   | 次官          |   | 判官            |   | 主典            |
| --------------- | - | ------------- | - | ------------- | - | --------------- | - | --------------- |
| 大學別當（1人） | → | 大學頭（1人） | → | 大學助（1人） | → | 大學大允（1人） | → | 大學大屬（1人） |
|                 |   |               |   | 大學權助      |   | 大學少允（1人） |   | 大學少屬（1人） |

『大學別當』（從五位下）
- 大學別當的職位高於整個部門，是天皇委託來監督大學寮的令外官，在平安時代時所設置。常由上級官僚來兼任，而大學別當則是多由從五位下的式部少輔。而到了醍醐天皇以後，更是多由親王和大臣等高級公卿兼任此官職。

『大學頭』（從五位上）
- 《養老令·職員令》：「大學寮／頭一人。【掌。簡試學生及釋奠事。】」[1]

- :定員為1人，稱為「大學頭」，是大學寮四等官制中的長官，是整個大學寮的最高行政長官，負責學生的『寮試』（大學寮每年的年末試驗）、『釋奠』（孔子、顏回等大儒的祭祀儀式），唐名稱之為「國子祭酒」。

### 设施
大学寮的学生基本上住在寮内的宿舍，并在那里接受授课，这种宿舍被称为“直曹”。文章生住在文章院，明经生住在明经道院，算生住在算道院，明法生住在明法道院。此外，在平安时代，有权势的贵族为其家族设立了专门的寄宿设施，这种设施被称为“大学别曹”。